# Houston Press
Le Houston Press est un hebdomadaire culturel gratuit publié à Houston, Texas. Il a été fondé en 1989 et est distribué à 83 000 exemplaires. Son siège se trouve sur 1621 Milam Street, Suite 100.
Houston Press a été racheté en 1993 par le groupe New Times Media, celui-ci fusionne avec Village Voice Media (en) en 2005.

## Notes

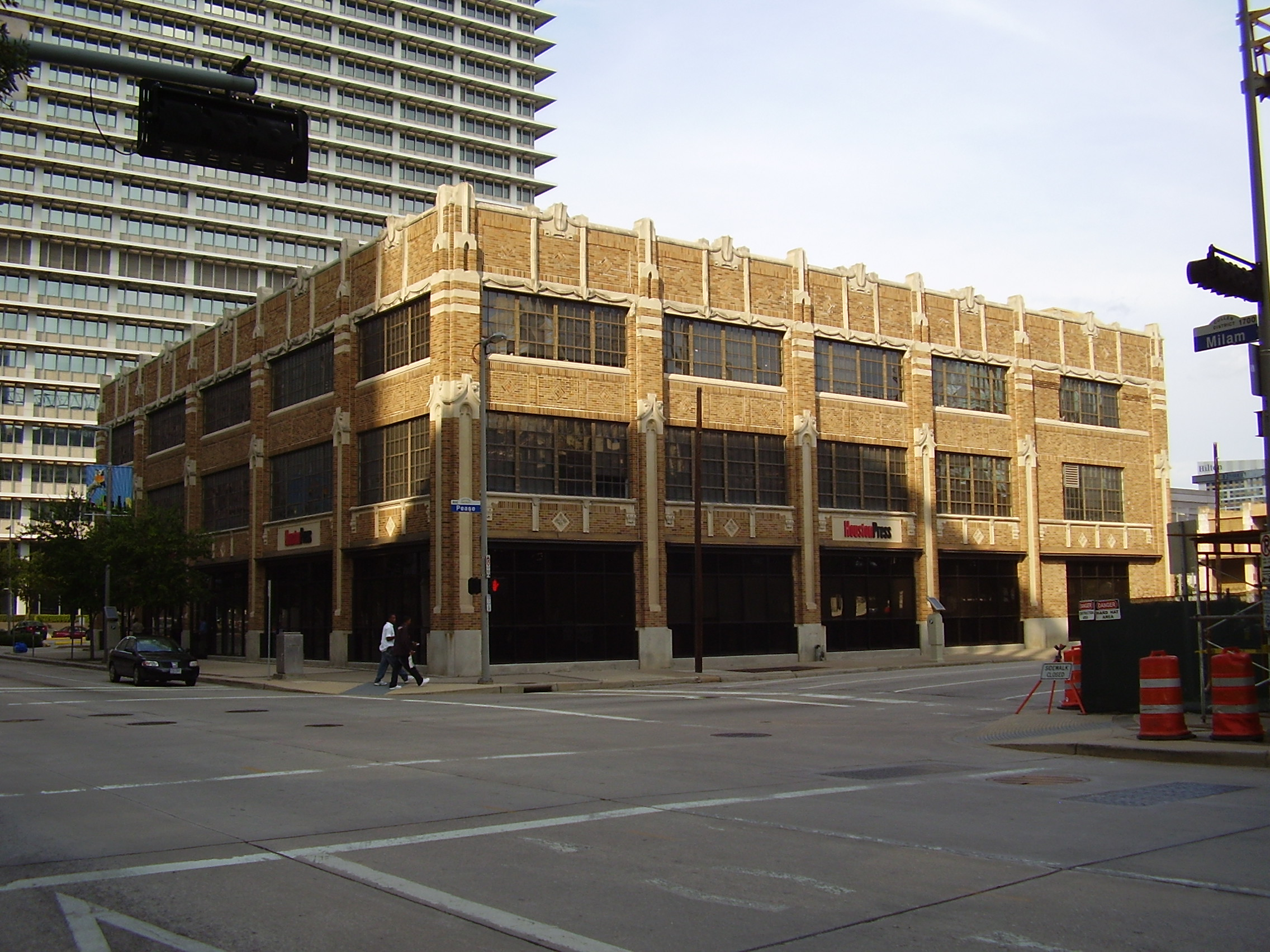
Le ancien siège de Houston Press